# Chenal du Rocher-Fendu
Chenal du Rocher-Fendu är en gren av Ottawafloden i Kanada.   Den ligger på gränsen mellan provinserna Ontario och Québec, i den sydöstra delen av landet, 80 km väster om huvudstaden Ottawa.